# 阜新路街道
阜新路街道是中国山东省青岛市市北区下辖的一个街道。

## 行政区划
阜新路街道下辖南山社区、阜康社区、小村庄社区、康平路社区、东太平社区、海泊桥社区、西太平社区、南宁路社区、抚顺支路社区。

## 人口
2010年中国第六次人口普查时，阜新路街道共有人口94170人。共有家庭29743户，平均每户2.64人。14岁以下的少年儿童共8158人，占总人口8.663%；15-64岁人口共76800人，占总人口81.55%；65岁及以上的老年人共9212人，占总人口的9.782%。男性共计48181人，占总人口51.16%；女性共计45989，占总人口48.83%。本地居住的人口中，拥有本地户籍的人口为55325人，占58.75%。